# Maneater (singel Hall & Oates)
Maneater – piosenka poprockowa duetu Hall & Oates, wydana w 1982 roku jako singel promujący album H2O.

## Charakterystyka
Piosenka opowiada o uwodzicielskiej kobiecie. Kobieta ta zaspokaja swoje wyszukane gusta, wykorzystując do tego mężczyzn. W piosence między innymi nawiązano do marki Jaguar. John Oates wyjaśnił jednakże, że de facto utwór mówi o chciwości i zepsuciu Nowego Jorku, a dziewczyna służy jako sceneria. W procesie tworzenia utworu uczestniczyła ówczesna partnerka Daryla Halla, Sara Allen. Allen wpłynęła m.in. na to, że refren kończy się po słowach „she’s a maneater”, w przeciwieństwie do pierwotnej wersji, w której po tym wersie pojawiały się jeszcze inne słowa.
Do piosenki zrealizowano teledysk, przedstawiający przeważnie ujęcia duetu Hall & Oates z okazjonalnymi ujęciami dziewczyny oraz pantery. W klipie pojawił się również Charles DeChant, który zagrał w utworze solo saksofonowe.

## Odbiór
Singel uzyskał status platynowej płyty w Kanadzie, a złotej w Danii, Stanach Zjednoczonych i Wielkiej Brytanii. W 2018 roku piosenka zajęła 133. miejsce w zestawieniu piosenek wszech czasów magazynu „Billboard”.
| Lista             | Pozycja | Źródło |
| ----------------- | ------- | ------ |
| Australia         | 4       | [ 8 ]  |
| Belgia (Flandria) | 9       | [ 9 ]  |
| Holandia          | 18      | [ 9 ]  |
| Irlandia          | 8       | [ 10 ] |
| Kanada            | 4       | [ 11 ] |
| Niemcy            | 15      | [ 9 ]  |
| Norwegia          | 6       | [ 9 ]  |
| Nowa Zelandia     | 4       | [ 9 ]  |
| Polska            | 6       | [ 12 ] |
| Południowa Afryka | 2       | [ 13 ] |
| Stany Zjednoczone | 1       | [ 1 ]  |
| Szwajcaria        | 2       | [ 9 ]  |
| Szwecja           | 5       | [ 9 ]  |
| Wielka Brytania   | 6       | [ 1 ]  |

## Wpływ i wykorzystanie
Piosenka Nelly Furtado z 2006 roku pt. „Maneater” była inspirowana utworem Hall & Oates. Nagrano kilkanaście coverów piosenki; dokonali tego m.in. The Dartmouth Aires (1998), The Bird and the Bee (2010), ApologetiX (2015), Lower Dens (2016), Pomplamoose (2018) i John Oates z Saxsquatchem (2021). W 2013 roku Grace Mitchell nagrała „Maneater” na potrzeby filmu Sekretne życie Waltera Mitty, a oryginalna wersja pojawiła się w filmie Uciekająca panna młoda (1999). Sample z piosenki wykorzystali z kolei m.in. The Justified Ancients of Mu Mu („All You Need Is Love”, 1987), Sadat X („The Lump Lump (Nubian Mix)”, 1996), Messy Marv („Watch Out”, 1998), Big Hutch („Playa Hater”, 1999), Royce da 5'9" („We're Live (Danger)”, 2002), Ying Yang Twins („Dangerous”, 2006), Cobra Starship („Living in the Sky With Diamonds”, 2009) i T-Pain („Drankin’ Patna”, 2014). Były tworzone również mashupy z wykorzystaniem tej piosenki, m.in. przez Go Home Productions i The Hood Internet.